# Karl Scotti
Karl Scotti (Beč, 3. ožujka 1862. – Warmbad-Villach, 7. veljače 1927.) je bio austrougarski general i vojni zapovjednik. Tijekom Prvog svjetskog rata zapovijedao je XV. korpusom i 10. armijom na Talijanskom bojištu.  

## Vojna karijera
Karl Scotti je rođen 18. rujna 1854. u Beču. Gimnaziju pohađa u Beču gdje od 1878. pohađa vojnu pješačke školu u kojoj završava dva razreda. U ožujku 1879. stupa u austrougarsku vojsku služeći u 1. pješačkoj pukovniji u Beču. Od kolovoza 1880. služi u 27. lovačkoj bojnoj i to do studenog 1882. kada je premješten na službu u 47. pješačku pukovniju smještenu u Mariboru. U svibnju 1883. promaknut je u čin poručnika, nakon čega od kolovoza te iste godine ponovno služi u 27. lovačkoj bojnoj. Od 1887. pohađa Ratnu školu u Beču tijekom kojeg školovanja je u rujnu 1888. unaprijeđen u čin natporučnika. Po završetku ratne škole, u studenom 1889., imenovan je načelnikom stožera 3. brdske brigade smještene u Nevesinju. Na navedenoj dužnosti nalazi se do travnja 1891. kada je raspoređen na službu u stožer 18. pješačke divizije sa sjedištem u Mostaru. Potom od travnja 1892. obnaša dužnost načelnika stožera 6. pješačke brigade u Salzburgu, a te iste godine u studenom dostiže čin satnika. Istodobno s tim promaknućem raspoređen je u stožer 13. pješačke divizije koji se također nalazio u Salzburgu. Od travnja 1893. služi kao stožerni časnik u stožeru II. korpusa u Beču, nakon čega je od listopada 1894. služi u operativnom odjelu Glavnog stožera. U svibnju 1898. postaje zapovjednikom 12. lovačke bojne kojom zapovijeda do studenog kada je promaknut u čin bojnika te imenovan načelnikom stožera 9. pješačke divizije koja je imala sjedište u Pragu. U rujnu 1899. imenovan je načelnikom u Uredu za vojne operacije u Beču na kojoj dužnosti se nalazi do travnja 1904. godine.
U siječnju 1902. unaprijeđen je u čin potpukovnika, nakon čega od travnja 1904. zapovijeda 3. bojnom 17. pješačke pukovnije u Klagenfurtu. U studenom 1905. dostiže čin pukovnika, da bi potom od travnja 1906. obnašao dužnost načelnika stožera III. korpusa sa sjedištem u Grazu. Dužnost načelnika stožera III. korpusa obnaša do ožujka 1911. kada je imenovan zapovjednikom 56. pješačke brigade. Dva mjeseca poslije, u svibnju 1911., unaprijeđen u čin general bojnika. U travnju 1914. postaje zapovjednikom 5. pješačke divizije na čijem čelu dočekuje i početak Prvog svjetskog rata. 

## Prvi svjetski rat
Na početku Prvog svjetskog rata Scotti je promaknut u čin podmaršala. Peta pješačka divizija kojom je zapovijedao raspoređena je na Istočnom bojištu u sastav 1. armije kojom je zapovijedao Viktor Dankl. Zapovijedajući navedenom divizijom sudjeluje u austrougarskoj pobjedi u Bitci kod Krasnika. Početkom studenog 1914. zbog bolesti mora napustiti mjesto zapovjednika 5. pješačke divizije na kojem mjestu ga je zamijenio Hugo von Habermann. Nakon oporavka od veljače 1915. obnaša dužnost zamjenika vojnog zapovjednika Bratislave.
U svibnju 1915. imenovan je načelnikom stožera Armijske grupe Rohr koja je držala položaje u Tirolu na talijanskoj granici. Kada je na osnovi jedinica Armijske grupe Rohr u siječnju 1916. formirana 10. armija imenovan je njezinim načelnikom stožera. Navedenu dužnost obnaša do lipnja 1916. kada postaje zapovjednikom 10. armije. Desetom armijom zapovijeda do travnja 1917. kada ga na tom mjestu zamjenjuje Alexander von Krobatin, dok Scotti postaje zapovjednikom XV. korpusa kojim zapovijeda u Jedanaestoj bitci na Soči, te potom u listopadu u velikoj pobjedi u Bitci kod Kobarida nakon koje je, u studenom 1917. unaprijeđen u čin generala pješaštva. U listopadu 1918. zapovijedajući XV. korpusom sudjeluje u završnom austrougarskom porazu u Bitci kod Vittoria Veneta.

## Poslije rata
Nakon završetka rata Scotti je s 1. siječnjem 1919. umirovljen. Preminuo je 7. veljače 1927. u 65. godini života u Warmabad-Villachu.

## Vanjske poveznice
(eng.) Karl Scotti na stranici Oocities.org

(eng.) Karl Scotti na stranici Armedconflicts.com

(rus.) Karl Scotti na stranici Hrono.ru

(njem.) Karl Scotti na stranici Weltkriege.at